# Attilio Sessa
Attilio Sessa (Milano, 4 giugno 1933 – Casale, 4 maggio 2024) è stato un giocatore di biliardo italiano.
Divenne noto particolarmente per la sua signorilità nel comportamento al tavolo da gioco. 
Oltre alle sue vittorie più importanti ottenne anche 3 terzi posti ai mondiali 5 birilli (1980, 1987, 1995) e 2 terzi posti agli europei 5 birilli (1986, 1988)

## Riconoscimenti
A dicembre 2014 ricevette il riconoscimento per i successi ottenuti, premiato dal Presidente Andrea Mancino e dal Presidente del Comitato FIBiS Lombardia Stefano Gibertoni assieme ai giocatori Riccardo Belluta, Fabrizio Borroni, Ulisse Calzi, Antonio Girardi, Salvatore Mannone, Paolo Marcolin, Giampiero Rosanna e Marco Sala. 
Tutti furono premiati con la prestigiosa medaglia del centenario CONI, alla presenza del Presidente del CONI Giovanni Malagò e del Presidente della Regione Lombardia Roberto Maroni.

## Palmarès
I principali risultati:
- 1979 Campione del mondo specialità 5 birilli (Pesaro)
- 1990 Campione Europeo specialità 5 birilli (Verona)
- 1966 Campione Italiano 5 birilli coppie (Albenga)
- 1967 Campione Italiano Goriziana individuale (Roma)
- 1970 Campione Italiano 5 birilli coppie 1ª serie (Pordenone)
- 1975 Campione Italiano Goriziana coppie Nazionali (Padova)
- 1975 Campione Italiano Assoluto cat. Maestri (Cattolica)
- 1980 Campione Italiano Assoluto cat. 1a (Busto Arsizio)
- 1984 Campione Italiano 5 Bir./Goriz.coppie Masters (Firenze)
- 1986 Campione Italiano 5 Bir./Goriz.coppie Masters (Manfredonia)
- 1987 Campione Italiano Goriziana individuale Masters (Venosa)